# St. Vitus (Hemmendorf)

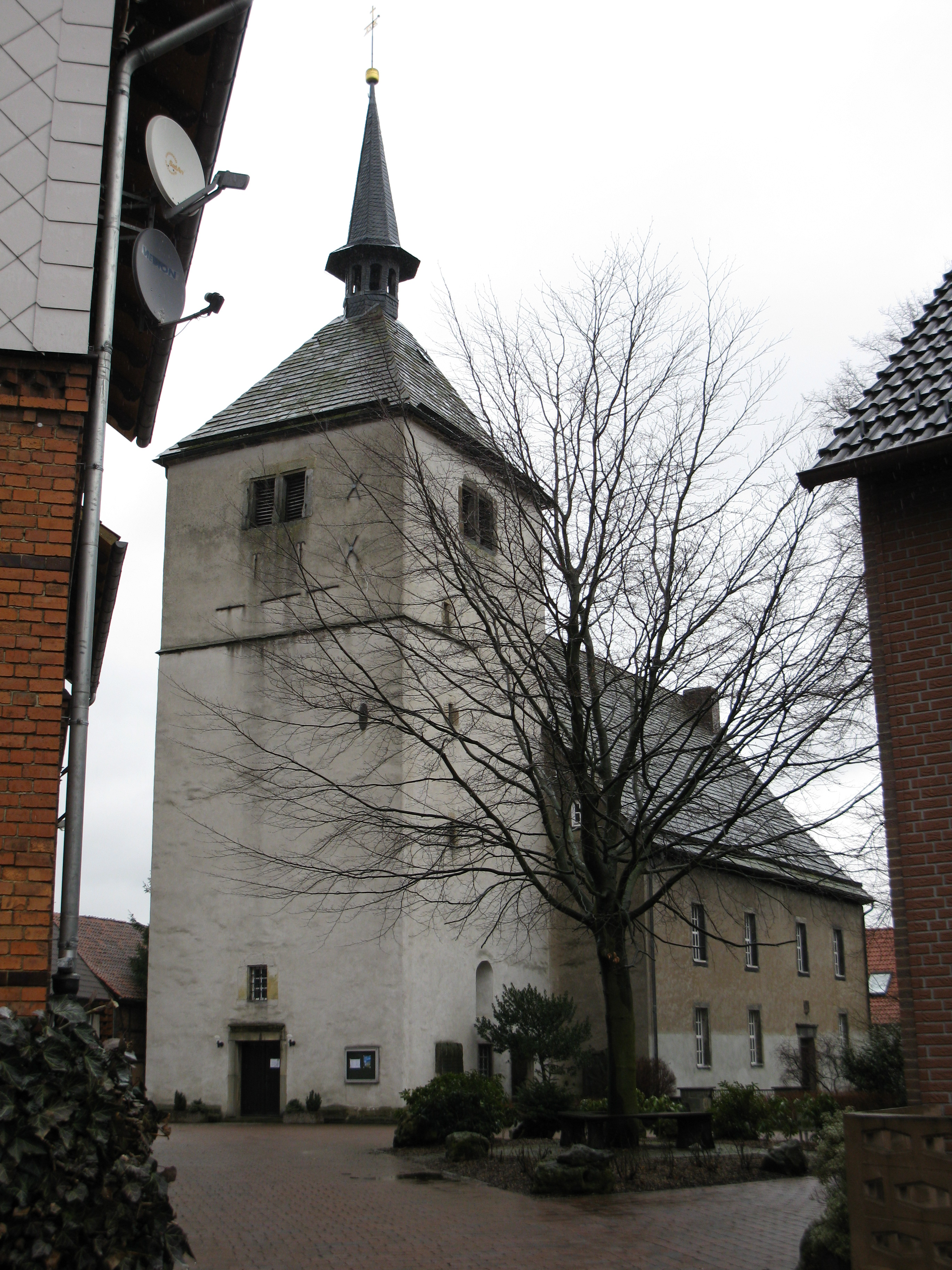
St. Vitus

Die St.-Vitus-Kirche steht in Hemmendorf, einem Ortsteil des Fleckens Salzhemmendorf im Landkreis Hameln-Pyrmont von Niedersachsen. Sie steht unter Denkmalschutz und gehört zur evangelisch-lutherischen Kirchengemeinde Hemmendorf im Sprengel Hildesheim-Göttingen der Evangelisch-lutherischen Landeskirche Hannover.

## Beschreibung
Die erste Kirche wurde 1166 von Mönchen des Klosters Corvey errichtet. Ihr folgte in der 2. Hälfte des 13. Jahrhunderts ein Neubau, deren Wehrturm der Bevölkerung Schutz bieten soll. Der Kirchturm sowie die Fundamente und der Sockel im Westteil des Kirchenschiffes sind erhalten geblieben. Die 1954 freigelegten Fundamente des Chors werden der ersten Kirche zugeordnet. Das Erdgeschoss des Turms ist mit einem Kreuzgratgewölbe überspannt. 1703 wurde der Helm des Turms durch einen Sturm heruntergeweht. Dabei wurde das Kirchenschiff zerstört. 
1705 entstand die barocke Kirche und der Turm bekam ein neues Pyramidendach mit einem zierlichen Dachreiter. An das verputzte Langhaus schließt sich der Chor mit seinem vierseitigen Abschluss an. Er ist aus Bruchsteinen gebaut und mit Ecksteinen versehen. 1954 entstand die Sakristei. 
Die Fenster im Kirchenschiff sind zweizeilig angeordnet. Der Innenraum wurde 1955/1956 modernisiert. Das Taufbecken auf einer Säule mit einem ornamentalen flachen Relief stammt vom Ende des 16. Jahrhunderts. Der Altar mit den Weihekreuzen hat die Zeit bis heute überdauert. Die Wand hinter ihm trägt ein Mosaik, das Jesus Christus und die vier Evangelisten zeigt. Am Kirchturm sind zahlreiche Grabsteine vom Ende des 16. und 17. Jahrhunderts. Sie wurden vom ehemaligen Henkerhaus hierher verbracht.